# Кирьянов, Константин Андрианович
Константин Андрианович Кирьянов (1920—1943) — лётчик-ас, старший лейтенант Рабоче-крестьянской Армии, участник Великой Отечественной войны, Герой Советского Союза (1943).

## Биография
Константин Кирьянов родился 21 мая 1920 года в селе Степаново (ныне — Дмитровский район Московской области). Окончил семь классов школы, после чего работал сначала в совхозе, позднее — в типографии. В 1939 году Кирьянов был призван на службу в Рабоче-крестьянскую Красную Армию. В 1940 году он окончил Борисоглебскую военную авиационную школу пилотов. С сентября 1941 года — на фронтах Великой Отечественной войны.
К марту 1943 года старший лейтенант Константин Кирьянов командовал эскадрильей 875-го истребительного авиаполка 274-й истребительной авиадивизии 3-й воздушной армии Калининского фронта. К тому времени он совершил 297 боевых вылетов, принял участие в 59 воздушных боях, сбив 10 самолётов противника, нанёс большой урон в живой силе и боевой технике скоплений вражеских наземных войск.
Указом Президиума Верховного Совета СССР от 1 мая 1943 года за «образцовое выполнение боевых заданий командования на фронте борьбы с немецкими захватчиками и проявленные при этом мужество и героизм» старший лейтенант Константин Кирьянов был удостоен высокого звания Героя Советского Союза с вручением ордена Ленина и медали «Золотая Звезда» за номером 930.
27 августа 1943 года Кирьянов погиб в воздушном бою на территории Орловской области. Похоронен в деревне Большая Быстрая Орловского района. Всего за время своего участия в боях он сбил 16 вражеских самолётов.
Был также награждён двумя орденами Красного Знамени и орденом Александра Невского.
В честь Кирьянова названа улица в Яхроме.